# Love Is Strong
«Love Is Strong» —en español: «El amor es fuerte»— es una canción de la banda inglesa The Rolling Stones. Escrita por Mick Jagger y Keith Richards es la canción de apertura y el primer sencillo de su álbum de 1994 Voodoo Lounge.

## Inspiración y grabación
Compuesta por Mick Jagger y Keith Richards, «Love Is Strong» es una canción que narra un encuentro entre el cantante y una persona sin nombre, que sienten atracción inmediata de "amor / lujuria a primera vista" y el anhelo de que la pareja se encuentre, a pesar de los obstáculos.
La canción fue escrita en Irlanda por Richards y originalmente tenía el nombre «Love is Strange». Hay gran cantidad de bootlegs de las sesiones, ya que Ron Wood, Richards, Ivan Neville y el productor Don Was trabajaron con la canción mientras que Jagger estaba finalizando su disco solista Wandering Spirit. Más tarde Keith modifica el título a «Love is Strong». El lanzamiento final fue alterado perceptiblemente por las letras agregadas de Mick y por la utilización de la armónica, un instrumento que raramente utilizaron en ese periodo de la banda. 
Jagger dijo al momento del lanzamiento: "Corrimos la canción varias veces mientras yo jugaba con la armónica, y comencé a cantar a través de ella, así obtienes sonido extraño. Y luego comencé a cantar una octava abajo, para obtener ese tono gutural y sexy ... Fue bueno poner la armónica en una pista como esta, siempre piensas en tocarla en un blues de 12 compases, y es divertido ponerlo en uno que no lo es. Es bueno trabajar con otra secuencia."
La grabación comenzó en septiembre de 1993, en el estudio casero de Wood en Irlanda y continuó en A&M Recording Studios en Los Ángeles en 1994.

## Personal
Acreditados:
- Mick Jagger: voz, armónica, maracas
- Keith Richards: guitarra eléctrica y acústica, coros
- Ron Wood: guitarra eléctrica y acústica, coros
- Darryl Jones: bajo
- Charlie Watts: batería
- Bernard Fowler: coros
- Ivan Neville: coros

NOTA: Chuck Leavell es frecuentemente acreditado como el tecladista de la canción, sin embargo, es imposible oírlo en las versiones finales, debido a los numerosos overdubs de guitarra.

## Lanzamiento y legado
Lanzado como el primer sencillo del álbum, «Love Is Strong» no logró superar las expectativas, entrando a penas al Billboard Hot 100 de los Estados Unidos. 
Se convirtió en el primer sencillo de la banda en listar en las últimas posiciones de los conteos, así también como el papel de los Stones en ellas. A pesar de esto, la canción sigue siendo una de las canciones más conocidas de los años 90. Se gastó un monto considerable en la promoción del lanzamiento del CD Voodoo Lounge, ya que fue el primero del sello Virgin Records, incluyendo al popular vídeoclip dirigido por David Fincher y editado por Robert Duffy en Spot Welders; El vídeo en blanco y negro muestra versiones gigantes de los stones, así como unos cuantos residentes abrazándose románticamente sobre la Ciudad de Nueva York. 
El sencillo, más débil de lo esperado, redujo las ventas del disco, a pesar de las críticas positivas recibidas por la prensa especializada y el premio Grammy al mejor vídeo musical. Con el tiempo, el tema demostró ser popular en Europa, trepando al número 14 en el Reino Unido y recibiendo una difusión significativa en las radios de los Estados Unidos. Los Rolling Stones interpretaron la canción en vivo en los MTV Video Music Awards de 1994.
A pesar de que dejaron de interpretarla en varios conciertos recientes, a favor de temas más amigables en vivo como «You Got Me Rocking» (segundo sencillo de Voodoo Lounge), los Stones reintrodujeron «Love is Strong» en el setlist del A Bigger Bang Tour del 22 de julio de 2007, en su show en la ciudad de Brno, República Checa. Posteriormente también la tocaron en su presentación en la ciudad de Hamburgo en agosto de ese mismo año.
La canción también fue incluida en el álbum recopilatorio Forty Licks (2002) y GRRR! (2012).

## Posicionamiento en las listas
| Listas (1994)                      | Mejor posición |
| ---------------------------------- | -------------- |
| Alemania (Media Control AG)        | 40             |
| Australia (ARIA)                   | 47             |
| Bélgica (Flandes) (Ultratop 50)    | 18             |
| Estados Unidos(Billboard Hot 100)  | 91             |
| Noruega (VG-lista)                 | 3              |
| Nueva Zelanda (Recorded Music NZ)  | 12             |
| Países Bajos (Mega Single Top 100) | 6              |
| Reino Unido (UK Singles Chart)     | 14             |
| Suecia (Sverigetopplistan)         | 27             |
| Suiza (Schweizer Hitparade)        | 29             |

## Versiones del sencillo
- 7" VS1503

1. «Love Is Strong» (Versión del álbum)
2. «The Storm»

- Casete VSC1503

1. «Love Is Strong» (Versión del álbum)
2. «The Storm»

- US Casete 4 km 38446

1. «Love Is Strong» (Versión del álbum)
2. «The Storm»
3. «Love Is Strong» (Teddy Riley Extended Remix)

- CD VSCDE1503

1. «Love Is Strong» (Versión del álbum)
2. «The Storm»

- CD VSCDT1503 - "Special Collectors" edition

1. «Love Is Strong» (Versión del álbum)
2. «The Storm»
3. «So Young»
4. «Love Is Strong» (Bob Clearmountain Remix)

- CD VSCDX1503 - remix edition

1. «Love Is Strong» (Teddy Riley Radio Remix)
2. «Love Is Strong» (Teddy Riley Extended Remix)
3. «Love Is Strong» (Teddy Riley Extended Rock Remix)
4. «Love Is Strong» (Teddy Riley Dub Remix)
5. «Love Is Strong» (Joe The Butcher Club Remix)
6. «Love Is Strong» (Teddy Riley Instrumental)